# Yitzhok Zilberstein
Yitzchok Zilberstein ou Silberstein (en hébreu : יצחק זילברשטיין), né en 1934 à Będzin en Pologne, est un rabbin orthodoxe, posseq, expert en éthique médicale. Il est l'Av Beth Din de Ramat Elhanan, le quartier de Bnei Brak, le Roch Kollel de Kollel Baïs David à Holon et le Rabbin de l'hôpital Mayanei-Hayechoua à Bnei Brak. 
Son opinion est souvent sollicitée et citée pour les questions de halakha.

## Biographie
Zilberstein est né à Będzin, en Pologne, fils du rabbin Dovid Yosef et de Rachel Zilberstein. La famille émigre en Palestine mandataire alors qu'il est un jeune garçon et il étudie à la Yechiva Etz Chaim à Jérusalem avec le rabbin Aryeh Levin. Puis, Zilberstein étudie à la Yechiva de Slabodka de Bnei Brak, où il devient l'élève du rabbin Yehezkel Abramsky, qui lui donne l'ordination rabbinique. 
Il épouse Aliza Chochana Eliachiv (1936–1999), fille du rabbin Yosef Shalom Eliashiv et petite-fille du rabbin Aryé Levin. Elle assume la responsabilité de la gestion matérielle de son ménage et l'encourage à continuer d'étudier la Torah. Ils commencent leur vie conjugale à Bnei Brak, où Zilberstein étudie dans le kollel attaché à son alma mater et reçoit une autre ordination rabbinique par le principal posek de Bnei Brak, le rabbin Shmuel Wosner. Par la suite, Zilberstein et sa famille vont vivre en Suisse, où le rabbin sert comme Rosh Mesivta et maguid chiour à la yeshiva de Lucerne pendant plusieurs années. 
À son retour en Israël, Zilberstein dirige les institutions Bais David à Holon, où il exerce une grande influence sur la communauté à travers ses cours, y compris un cours mensuel donné aux médecins (religieux et laïcs) sur le thème de la guérison et de la halakha. En 1981, il est nommé Av Beth Din du quartier Ramat Elchanan de Bnei Brak. 
Après la mort de sa première femme à l'âge de 63 ans en 1999 il se remarie avec Toby Tiberger et déménage chez elle à Ramat Gan. Ses fils, Avraham et Aryeh, sont des rabbins bien connus et des rosh yeshivas en Israël ; sa fille, Léa, est mariée au rabbin Dov Kook.

## Activités actuelles
Zilberstein est reconnu comme un expert des questions médicales liées à la halakha, incluant la transplantation d'organe, l'avortement,, la fécondation in vitro et la réduction de grossesse multi-fœtale. Il est un conférencier régulier au Centre de Jérusalem pour la recherche Yarkhei Kala sur la médecine et la Halakha. 
En 1999, Zilberstein devient membre d'un Beth Din spécial composé des principales autorités halakhiques orthodoxes qui se sont réunies pour étudier les effets d'Internet sur les familles et les étudiants orthodoxes. Ce Beth Din a émis une daas Torah (proclamation de la Torah) contre l'utilisation de l'ordinateur à des fins de divertissement — comme les jeux vidéo et les films — plutôt qu'à des fins commerciales. En 2009, Zilberstein était membre d'un comité qui a enquêté sur la conversion et le mariage civil en Israël et a donné ses recommandations au rabbin Yosef Shalom Eliashiv avant de rendre un psak (décision halakhique) sur la question.